# Любовное письмо (Вермеер)
«Любовное письмо» (нидерл. De liefdesbrief) — картина позднего периода творчества нидерландского художника XVII века Яна Вермеера.

## Описание
В комнате состоятельной семьи, где недавно провела уборку служанка, произошло небольшое, но долгожданное событие — пришло письмо. И служанка, и хозяйка знают, что это письмо от любовника. Но реакция каждой на произошедшее разная. 
Служанка довольна, потому что ей надоело мрачное настроение госпожи, а та никак не придет в себя после длительного ожидания.
Чтобы усилить выразительность произведения, Ян Вермеер использовал средства сужения. Событие картины происходит в плотном пространстве, ограниченном порталом соседней комнаты, через который персонажей наблюдают художник и зритель. Справа виден стул с нотами, а за отверстием портала — несколько бытовых вещей: стоптанные домашние туфли, корзина с бельем. Только спустя некоторое время взгляд доходит до персонажей картины.
Эпоха барокко породила аллегории и насыщала ими стихи, гравюры, садово-парковую скульптуру, портреты, картины. Традицию видеть двойной смысл даже в бытовых вещах поддержало и голландское барокко XVII века, так, стоптанные домашние туфли были признаком эротизма. На неустойчивые отношения с любовником намекает картина с морским пейзажем, — стихия беспокойная, непредсказуемая, как и отношения между дамой и её избранником, даже долго ожидаемое письмо не принесло ей радости.
Письмо от любимого и письмо, которое читает женщина — довольно распространенный сюжет среди картин Яна Вермеера 1670-х годов. Эта тема решена еще в некоторых картинах художника, которые хранятся в Дрезденской картинной галерее и еще в одной — «Дама в голубом» — которой располагает Государственный музей в Амстердаме.

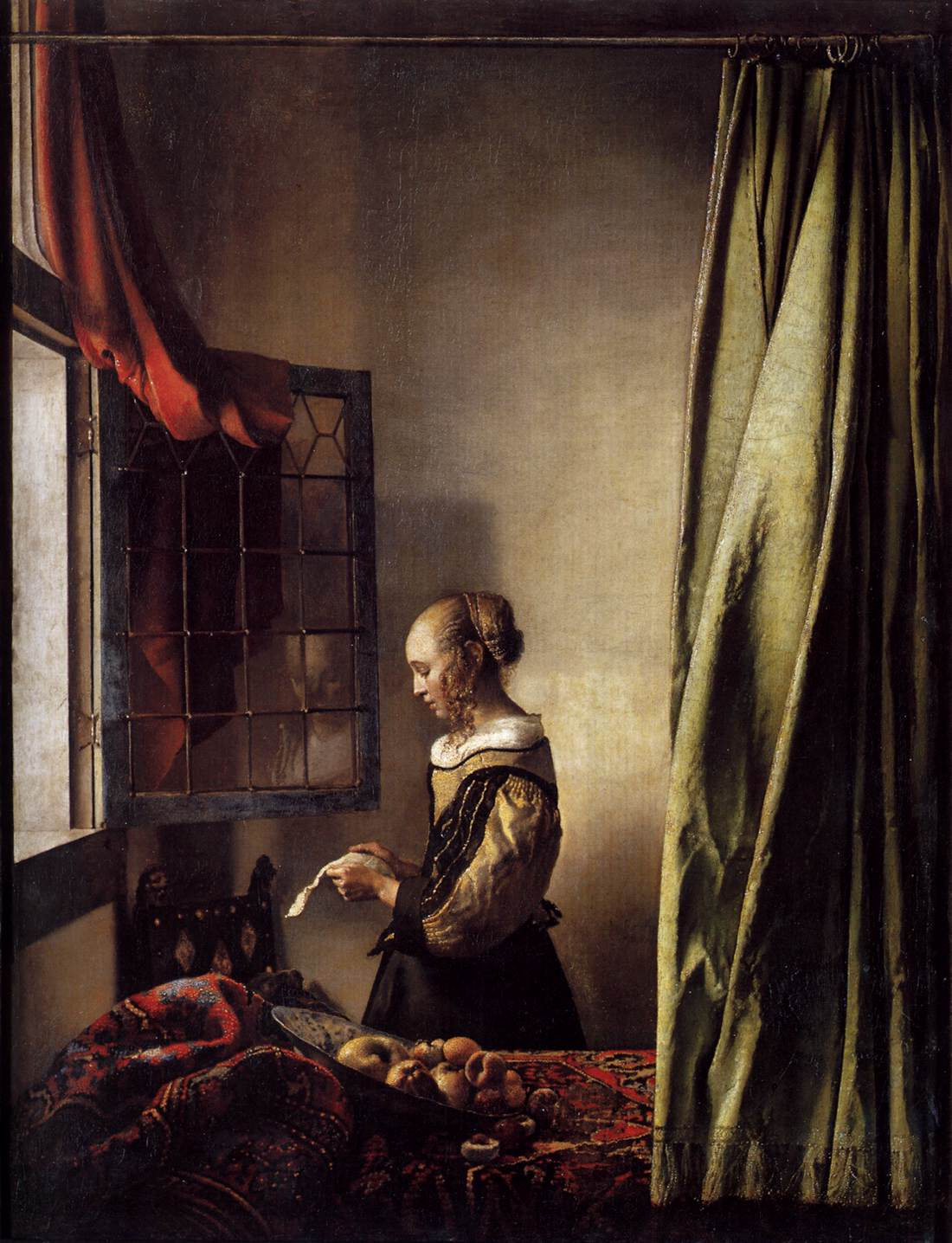
«Девушка, читающая письмо у открытого окна»
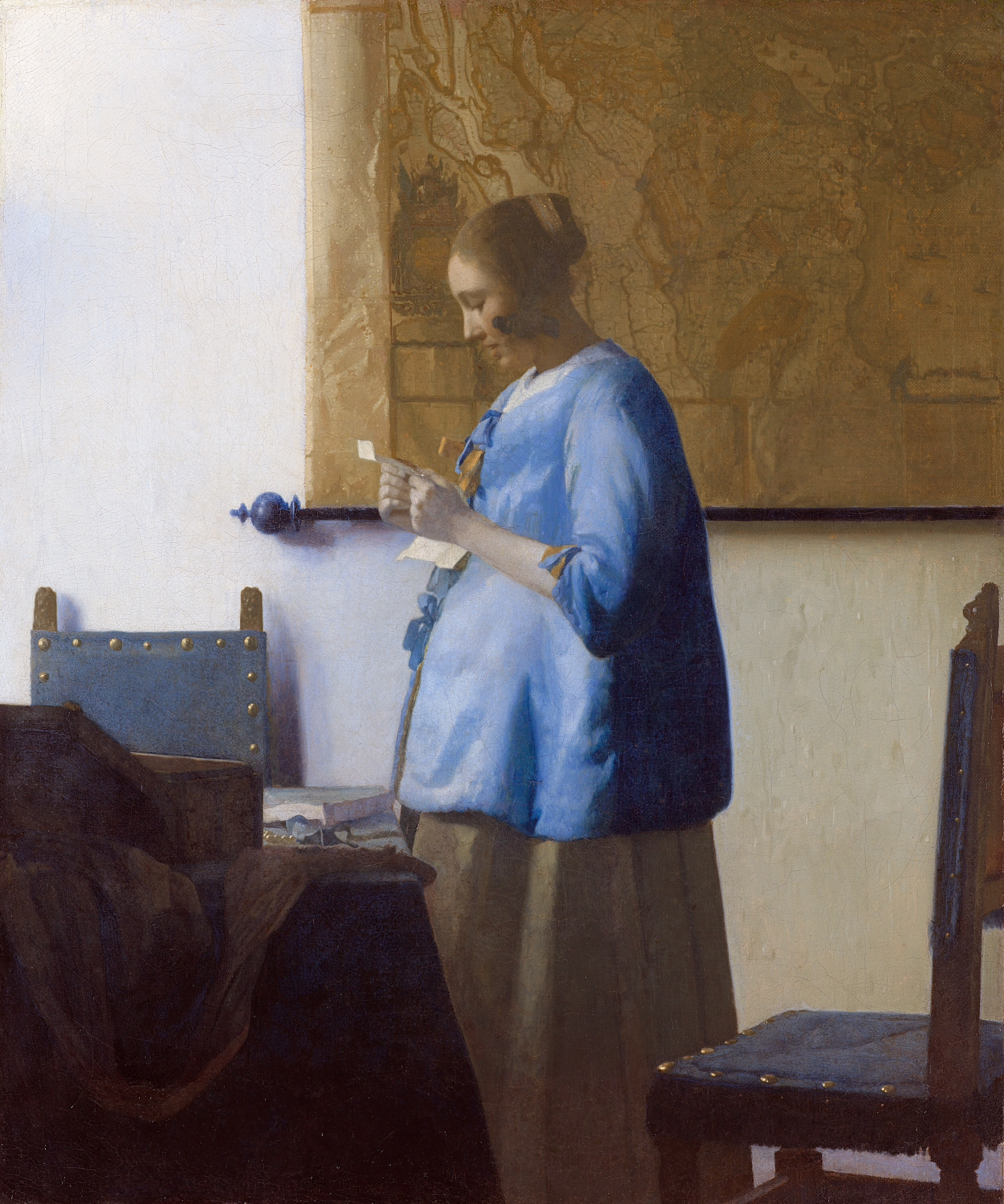
«Дама в голубом, читающая письмо»

## Похищение картины
В 1971 году во время выставки голландских мастеров в Центре изящных искусств в Брюсселе картина была похищена Марио Роймансом (Mario Roymans). Ройманс спрятался в шкафу и дождался закрытия музея. Затем он снял картину со стены и попытался сбежать через окно. Когда рама не прошла в окно, он вырезал холст при помощи обычного кухонного ножа для чистки овощей. Несколько дней спустя похититель связался с прессой и заявил, что он согласен вернуть картину в обмен на 200 миллионов франков. Ройманс также заявил, что намеревается провести обмен картины на деньги публично, так как не собирается скрываться от правосудия, а полученные деньги желает передать ассоциациям, помогающим беженцам из Бангладеша, где в это время бушевала гражданская война.
Вскоре похититель был арестован, найденная у него дома картина отреставрирована и возвращена владельцам. Она находилась в очень плохом состоянии после того, как ее грубо вырезали из подрамников и рамы. Реставрация заняла почти год. Ройманс был оштрафован и приговорен к двум годам тюремного заключения, но отсидел всего шесть месяцев.